# Harmandia
Harmandia is een muggengeslacht uit de familie van de galmuggen (Cecidomyiidae).

## Soorten
- H. amisae Gagne, 1992
- H. castaneae (Stebbins, 1910)
- H. helena (Felt, 1912)
- H. hudsoni (Felt, 1907)
- H. reginae (Felt, 1921)
- H. stebbinsae (Gagne, 1972)